# Rattus sordidus
Rattus sordidus es una especie de roedor de la familia Muridae.

## Distribución geográfica
Se encuentra en Australia, Indonesia, y Papúa Nueva Guinea.